# Biometrija
Biometrija u užem smislu je tehnika za autentikaciju koja koristi jedinstvene fizičke karakteristike svakog čovjeka kako bi ga IT sistema autenticirao. 
To znači da se npr. kod autentikacije odnosno prijave na računalo korisnik umjesto unošenjem korisničkog imena (user name) i šifre (passworda) autentificira nečim drugim što je jedinstveno za njega i što ga čini jedinstvenim i različitim od drugih ljudi tj. korisnika.
Danas najčešće korištene osobine su otisak prsta, geometrija šake i lica, izgled šarenice oka. Sve ove osobine su jedinstvene za svaku osobu.
Biometrija nalazi široku primjenu u informatičkoj sigurnosti i informatici generalno.

## Također pogledajte
- Biometrijska putovnica

## Vanjske poveznice
- Biometrija